# Dhule
Dhule es una ciudad y  municipio situada en el distrito de Dhule en el estado de Maharashtra (India). Su población es de 375559 habitantes (2011). Se encuentra a orillas del río Panzara.

## Demografía
Según el censo de 2011 la población de Dhule era de 37559 habitantes, de los cuales 193456 eran hombres y 182113 eran mujeres. Dhule tiene una tasa media de alfabetización del 87,86%, superior a la media estatal del 82,34%: la alfabetización masculina es del 91,24%, y la alfabetización femenina del 84,30%.